# Nightmare (film, 2000)
Pour les articles homonymes, voir Nightmare.
Pour plus de détails, voir Fiche technique et Distribution.
Nightmare (hangeul : 가위 ; RR : Gawi ; MR : Kawi ; litt. « Ciseaux ») est un film sud-coréen écrit et réalisé par Ahn Byeong-gi, sorti en 2000.

## Synopsis
Un groupe composé de sept amis intimes partage un terrible secret. Deux ans plus tard, un de ces derniers est retrouvé soudainement mort avec les yeux arrachés. Juste avant sa mort, il essaya d'appeler ses amis pour leur dire quelque chose…

## Fiche technique
- Titre : Nightmare
- Titre original : 가위 (Gawi)
- Réalisation et scénario : Ahn Byeong-gi
- Musique : Lee Tae-beom
- Décors : Jo Seong-weon
- Photographie : Lee Seok-hyeon
- Montage : Kim Yong-soo
- Production : Goh Hyeong-wook, Kim Stanley et Lee Min-ho
- Société de distribution : Tube Entertainment
- Pays de production : Corée du Sud
- Langue originale : coréen
- Format : couleur - 1,85:1 - Dolby Digital - 35 mm
- Genre : horreur, thriller
- Durée : 98 minutes
- Date de sortie :
  - Corée du Sud : 29 juillet 2000

## Distribution
- Kim Gyu-ri : Hye-jin
- Choi Jeong-yun : Seon-ae
- Ha Ji-won : Kyeong-ah / Eun-joo
- Yu Jun-Sang : Jeong-wook
- Yu Ji-tae : Hyeon-joon
- Jeong Jun : Se-hoon
- Jo Hye-yeong : Mi-ryeong

## Distinction
Nomination
- Fantasporto 2001 : meilleur film